# Попльовкін Трохим Трохимович
Трохи́м Трохи́мович Попльо́вкін (6 (19) вересня 1915, село Волково, тепер Єльнінського району Смоленської області, Російська Федерація — 25 лютого 1977, Київ) — діяч комуністичних органів влади в Україні, міністр радгоспів, міністр заготівель Української ССР. Член Ревізійної Комісії КПУ в 1960—1966 р. Член ЦК КПУ в 1966—1977 р. Депутат Верховної Ради УРСР 5—6-го і 8—9-го скликань. Депутат Верховної Ради СРСР 7-го скликання.

## Біографія
Народився 19 вересня 1915 року в селі Волково Смоленської губернії Російської імперії у родині селянина-середняка.
У 1931—1932 роках — діловод Північної крайспоживспілки в місті Архангельську РРФСР. У 1932 році закінчив курси плановиків-економістів.
У 1932—1935 роках — економіст сектору Уповноваженого комітету заготівель при Раді праці й оборони по Північному краю РРФСР.
У 1935—1939 роках — завідувач Підосиновського районного відділення контори „Заготльон“, керуючий республіканської контори „Заготльон“ Комі АРСР.
Член ВКП(б) з 1939 року.
У 1939—1940 роках — завідувач сектору Комі обласного комітету ВКП(б).
У 1940—1943 роках — уповноважений Народного комісаріату заготівель СРСР по Комі АРСР РРФСР. У 1943—1946 роках — уповноважений Народного комісаріату заготівель СРСР по Ульяновській області РРФСР.
У 1946 — травні 1954 року — заступник уповноваженого, уповноважений Міністерства заготівель СРСР по Чернігівській області.
Освіта вища. Закінчив Білоцерківський сільськогосподарський інститут.
У травні 1954 — березні 1956 року — заступник уповноваженого Міністерства заготівель СРСР по Українській РСР.
З березня по липень 1956 року — заступник міністра сільського господарства Української РСР по заготівлях.
У липні 1956 — липні 1957 року — заступник голови Державної планової комісії Ради міністрів Української РСР. У липні 1957 — лютому 1959 року — начальник відділу заготівель і балансів сільськогосподарських продуктів Державної планової комісії Ради міністрів Української РСР.
12 лютого — 14 березня 1959 року — виконувач обов'язків голови виконавчого комітету Сумської обласної ради депутатів трудящих. У березні 1959 — 16 квітня 1962 року — голова виконавчого комітету Сумської обласної ради депутатів трудящих.
У квітні 1962 — квітні 1963 року — заступник міністра виробництва і заготівель сільськогосподарських продуктів Української РСР; інспектор ЦК КПУ.
16 січня 1963 — листопад (оф. 7 грудня) 1964 року — 1-й секретар Донецького сільського обласного комітету КПУ.
З листопада до грудня 1964 року — інспектор ЦК КПУ.
7 грудня 1964 — 5 березня 1969 року — 1-й секретар Миколаївського обласного комітету КПУ.
4 березня 1969 — 19 квітня 1975 року — міністр радгоспів Української РСР.
19 квітня 1975 — 25 лютого 1977 року — міністр заготівель Української РСР.

Помер 25 лютого 1977 року. Похований на центральній алеї Байкового кладовища міста Києва (ділянка № 7).

Могила Попльовкіна

## Публікації
1. Земля становится щедрее.— Донецьк: Донбасс, 1964
2. О партийном руководстве сельским хозяйством» / Вопросы истории КПСС — № 8 — 1967
3. На ключових позиціях.— Одеса: «Маяк», 1967
4. Економічні важелі піднесення радгоспного виробництва.— К.:Товариство «Знання» Української РСР, 1973
5. Комбікорми — джерело достатку тваринницької продукції.— К.: Товариство «Знання» Української РСР, 1976

## Нагороди
- три ордени Леніна (26.02.1958)
- орден Жовтневої Революції (18.09.1975)
- орден Трудового Червоного Прапора (30.09.1965)
- орден «Знак Пошани» (1952)
- медалі